# Nazionale femminile under 19 di calcio dell'Irlanda
La nazionale Under-19 di calcio femminile dell'Irlanda è la rappresentativa calcistica femminile internazionale dell'Irlanda formata da giocatrici al di sotto dei 19 anni, gestita dalla Federazione calcistica dell'Irlanda (Football Association of Ireland - FAI).
Come membro dell'Union of European Football Associations (UEFA) partecipa a vari tornei di calcio giovanili internazionali riservati alla categoria, come al Campionato europeo UEFA Under-19 e ai tornei a invito come il Torneo di La Manga.
Il migliore risultato sportivo ottenuto in ambito UEFA dalla formazione fu la prima qualificazione ottenuta alle fasi finali dell'Europeo di Norvegia 2014, dove, dopo aver superato imbattuta la fase a gironi nel gruppo B, raggiunse le semifinali e venne eliminata dai Paesi Bassi, squadra poi vincitrice del torneo.

## Allenatori
- 2000-2010  Susan Ronan
- 2011-  Dave Connell

## Partecipazioni ai tornei internazionali

### Piazzamenti agli Europei Under-18
- 1998: Non qualificata
- 1999: Non qualificata
- 2000: Non qualificata
- 2001: Non qualificata

### Piazzamenti agli Europei Under-19
- Dal 2002 al 2013: Non qualificata
- 2014: Semifinale
- Dal 2015 al 2023: Non qualificata
- 2024: Fase a gironi